# Erich Raeder

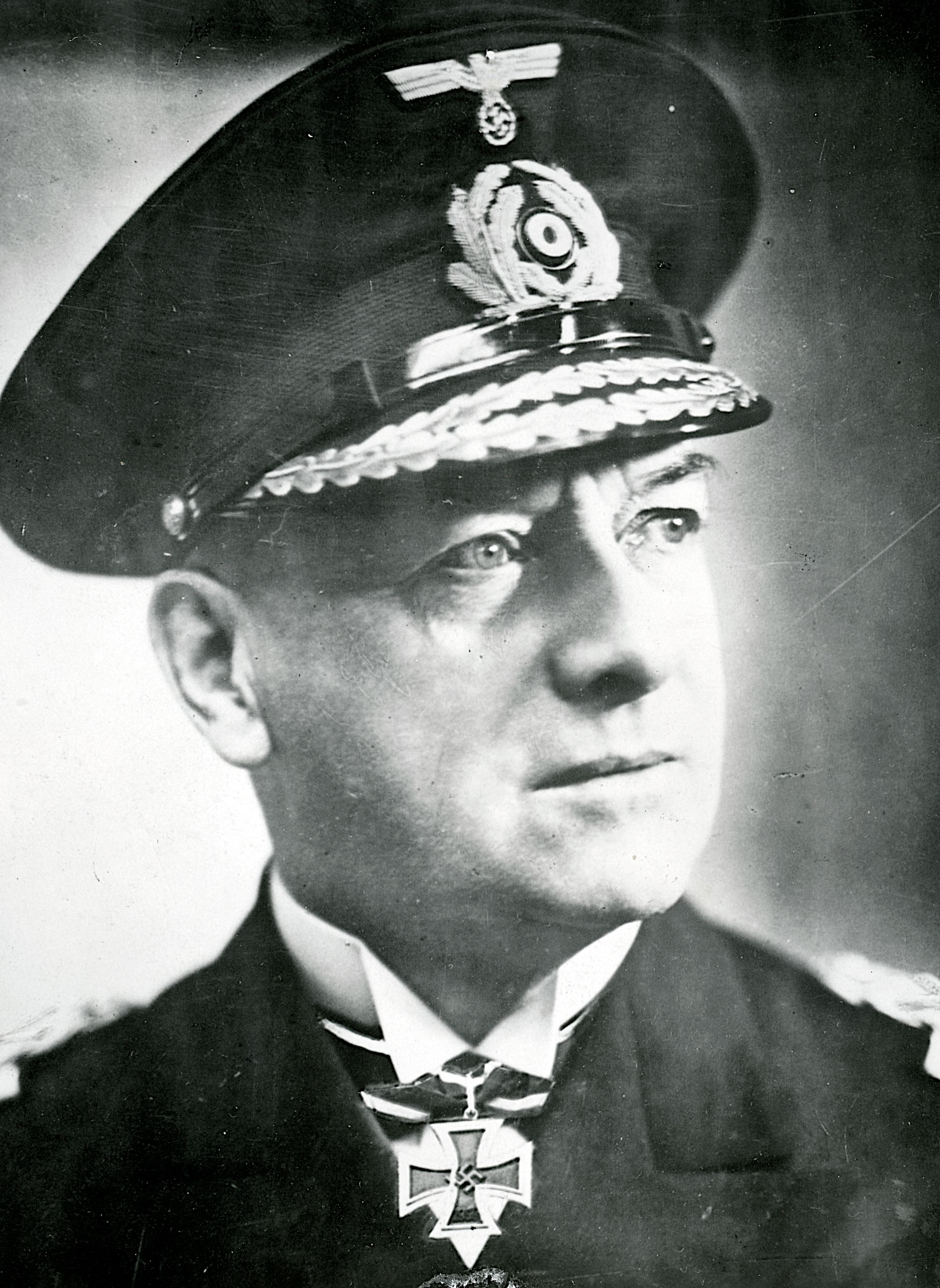
Erich Raeder

Erich Johann Albert Raeder (* 24. April 1876 in Wandsbek; † 6. November 1960 in Kiel) war ein deutscher Marineoffizier. Von 1928 bis 1943 war er der Oberbefehlshaber der deutschen Seestreitkräfte (von 1928 bis 1935 lautete sein Titel „Chef der Marineleitung“ und anschließend, seit der Umbenennung der Reichsmarine in Kriegsmarine, „Oberbefehlshaber der Kriegsmarine“). Er erhielt am 30. Januar 1937 das Goldene Parteiabzeichen der NSDAP.
Raeder wurde im Nürnberger Prozess gegen die Hauptkriegsverbrecher vor dem Internationalen Militärgerichtshof angeklagt, in drei Anklagepunkten schuldig gesprochen und zu lebenslanger Haft verurteilt. 1955 wurde er entlassen.

## Kaiserreich und Erster Weltkrieg

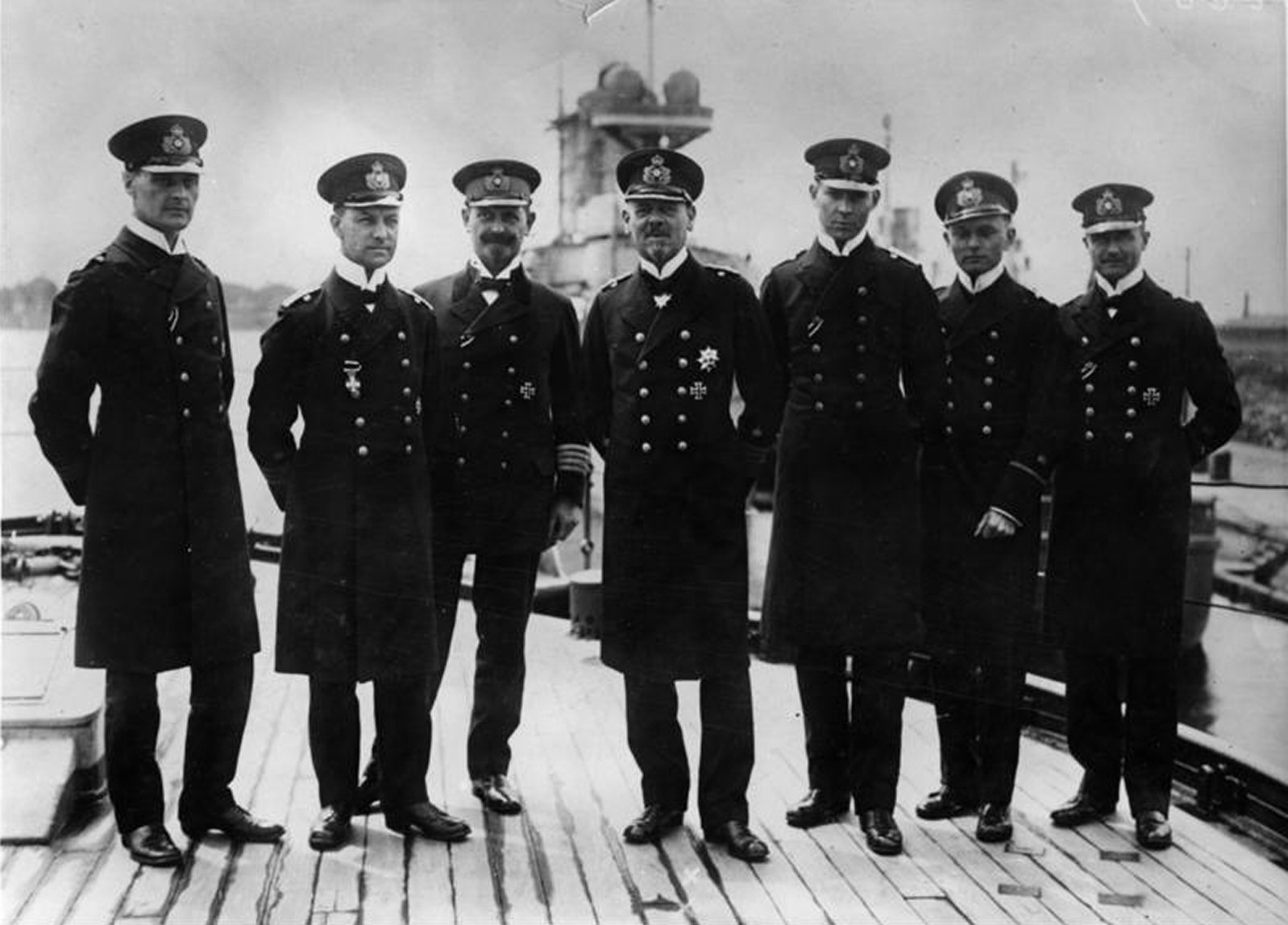
Erich Raeder (Zweiter von links) im Stab von Vizeadmiral Hipper (Mitte), 1916

Erich Raeder wurde in Wandsbek, heute Stadtteil von Hamburg, als ältester von drei Söhnen des Gymnasiallehrers Oberlehrer (Studienrat) Hans Friedrich Eduard Raeder und dessen Ehefrau Gertraudt Wilhelmine Margaretha geb. Hartmann geboren. Sein Vater wurde später Gymnasialdirektor in Grünberg in Schlesien. Nach dem Besuch eines Realgymnasiums in Grünberg legte er 1894 das Abitur ab.
Raeder trat im April 1894 in die Kaiserliche Marine ein und fuhr nach Beendigung der Grundausbildung auf dem Schulschiff Stosch und anschließend auf der Gneisenau. Am 25. Oktober 1897 wurde er, nach dem Bestehen der Seeoffiziersprüfung mit Auszeichnung, zum Unterleutnant zur See ernannt. 1900 wurde Raeder zum Oberleutnant zur See befördert, nachdem er als Signaloffizier auf verschiedenen Panzerkreuzern eingesetzt war. Daran an schlossen sich verschiedene Land- und Bordkommandos sowie ein Aufenthalt an der Marineakademie. Im März 1905 ernannte man Raeder zum Kapitänleutnant.
Im April 1906 wurde er als Referent zum Nachrichtenbüro des Reichsmarineamtes versetzt. Zwei Jahre später kam Raeder als Navigationsoffizier an Bord des Großen Kreuzers Yorck. Ebenfalls als Navigationsoffizier war er von 1910 bis 1912 auf der kaiserlichen Yacht Hohenzollern eingesetzt. Im Zuge dieses Kommandos wurde er im April 1911 zum Korvettenkapitän befördert. Seit dieser Zeit auf der Hohenzollern hegte Raeder eine persönliche Sympathie für Wilhelm II., die er auch später nicht verleugnete.
Nach Ende des Kommandos auf der Hohenzollern folgte die Ernennung zum Ersten Admiralstabsoffizier beim Befehlshaber der Aufklärungsschiffe der Hochseeflotte. Zu diesem Zeitpunkt hatte Raeder sich schon mehrfach schriftstellerisch betätigt und übersetzte den französischen Seekriegsexperten René Daveluy, einen Vertreter der Jeune École, mit dessen Theorien er sich kritisch auseinandersetzte.
Auf diesem Posten nahm Raeder nach Ausbruch des Ersten Weltkrieges am Gefecht auf der Doggerbank und an der Skagerrakschlacht teil. Im April 1917 wurde er zum Fregattenkapitän befördert und sein Dienstposten in Chef des Stabes beim Befehlshaber der Aufklärungsstreitkräfte umbenannt. Raeder behielt diesen Posten bis Anfang 1918, als er das Kommando über den Kleinen Kreuzer Cöln erhielt, mit dem er allerdings an keiner Gefechtshandlung mehr teilnahm.

## Weimarer Republik
Bereits im Oktober 1918 wurde er durch die Ernennung zum Chef der Zentralabteilung des Reichsmarineamtes wieder an den Schreibtisch beordert. Diese Stellung bekleidete er über die Zeit des Zusammenbruchs und der Gründung der Weimarer Republik hindurch bis zum Kapp-Putsch. Während Raeder in seinen Memoiren darauf hinweist, während des Putsches loyal zur gewählten Regierung gestanden zu haben, galt er – nicht zuletzt durch die enge Zusammenarbeit mit dem Chef der Admiralität Adolf von Trotha, der über seine Verwicklung in den Putsch stürzte – als kompromittiert genug, um auf einen weniger einflussreichen Posten im Marinearchiv versetzt zu werden.

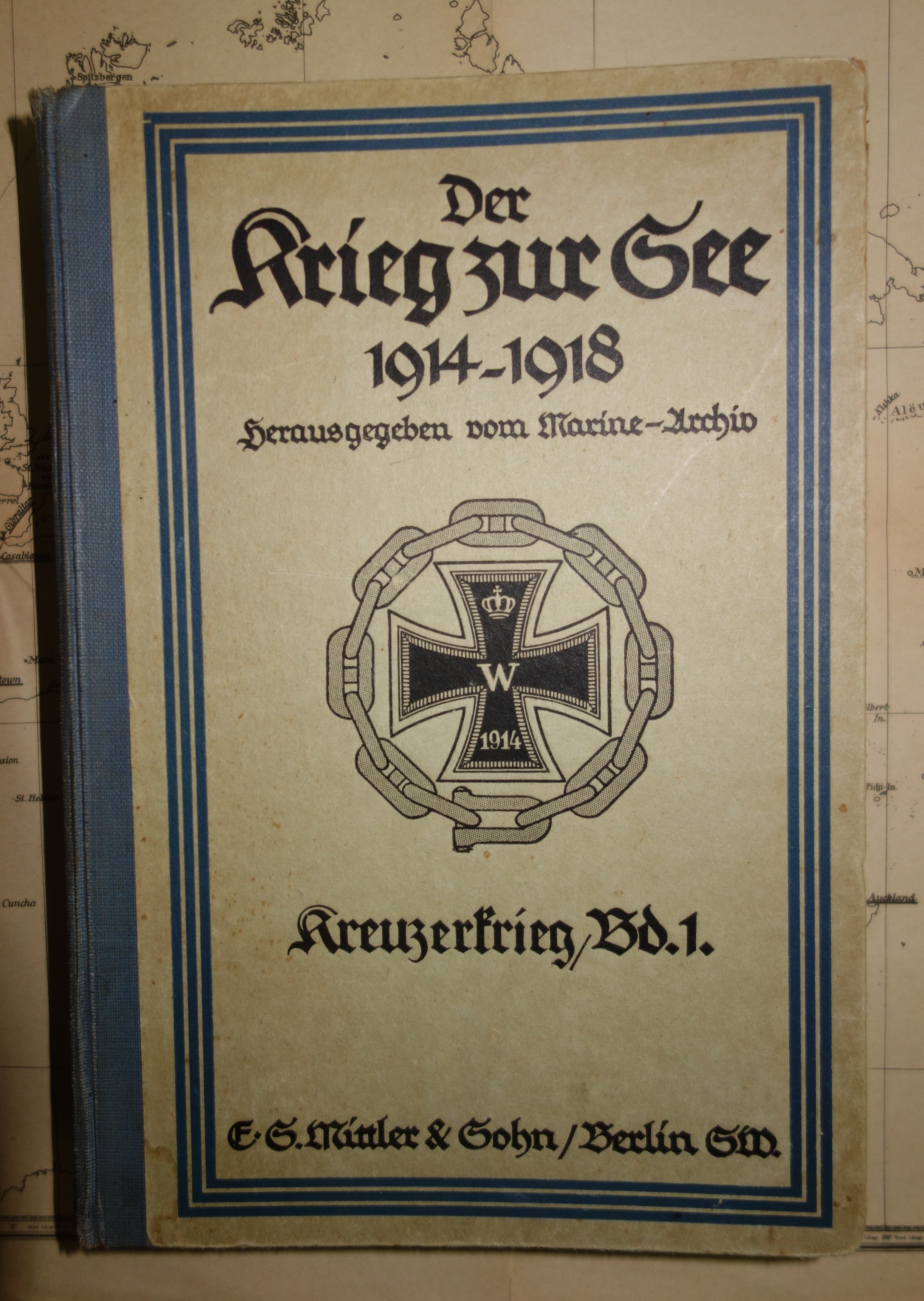
„Kreuzerkrieg“ 1. Band, erschienen 1922 bei E. S. Mittler & Sohn

Dessen damaliger Leiter, Eberhard von Mantey, bekam im Jahr 1921 den Auftrag, eine Veröffentlichung zu den Einsätzen der Seestreitkräfte im Ersten Weltkrieg unter taktischen und operativen Gesichtspunkten zu realisieren. Von Mantey entschied sich für eine separate Betrachtung verschiedener Kriegsschauplätze und beauftragte Raeder mit der Aufbereitung des Kreuzerkriegs, insbesondere der Operationen des Ostasiengeschwaders im Pazifik und Südatlantik. Im Verlauf seiner Bearbeitungen kam Raeder zu der Erkenntnis, dass der Einsatz einer starken Flotte in Nord- und Ostsee und die gleichzeitige Entsendung von Verbänden, die den Handelskrieg in fernen Gewässern führen, in einer Wechselwirkung stehen. Entsprechend arbeitete er die These heraus, dass die Passivität der deutschen Flotte in der Nordsee der britischen Seite ermöglicht habe, das deutsche Kreuzergeschwader beim Seegefecht bei den Falklandinseln vernichtend zu schlagen. Diese Erkenntnis wurde für ihn zu einer wichtigen Grundlage seiner späteren Erwägungen und Entscheidungen als Oberbefehlshaber der Kriegsmarine. Das zweibändige Werk erschien im Jahr 1922 bei E. S. Mittler & Sohn. Raeders Arbeit als Marinegeschichtsschreiber fand auch wissenschaftliche Anerkennung, die sich am 31. Mai 1926 in der Verleihung der Ehrendoktorwürde der Philosophischen Fakultät der Kieler Universität äußerte.
Außerdem studierte er Nationalökonomie, Verwaltungsrecht, Staatswissenschaften und Wirtschaftsgeschichte.
Im Jahr 1922 wurde Raeder mit der Ernennung zum Inspekteur des Bildungswesens der Marine in das politische Zentrum der Marineleitung zurückversetzt und gleichzeitig zum Konteradmiral befördert. Im Herbst 1924 trat er dann den Posten des Befehlshabers der leichten Seestreitkräfte der Nordsee, welcher aus dem Befehlshaber der Seestreitkräfte der Nordsee hervorgegangen war und später auch wieder den Namen erhielt, an. Bereits im Januar 1925 wurde Raeder zum Vizeadmiral befördert und zum Chef der Marinestation der Ostsee ernannt. Trotz seiner Offenheit gegenüber weiträumigen Operationen und seiner profunden Kenntnisse des Kreuzerkriegs positionierte sich Raeder deutlich gegen eine in dieser Zeit von Konteradmiral Wolfgang Wegener eingebrachte Denkschrift, die unter jungen Marineoffizieren für erhebliches Aufsehen sorgte. Wegener war sein Crewkamerad, Inspekteur der Marineartillerie in Wilhelmshaven und seestrategischer Denker. In seiner Denkschrift übte er Kritik an der Strategie der ehemaligen – von Tirpitz’schem Denken geprägten – Kaiserlichen Marine. Wegener betonte die Notwendigkeit vorgeschobener Stützpunkte, um die deutsche Flotte effizient außerhalb der Nord- und Ostsee einsetzen zu können, und bewertete ausdrücklich den nordfranzösischen Atlantikhafen Brest hierfür als geeignet. Obwohl Wegener hierin in vielen Aspekten die Strategie der Kriegsmarine ab 1939 vorwegnahm, erkannte Raeder das Potential der 1925 veröffentlichten Denkschrift nicht und tat seine Ausführungen noch 1931 als „Machwerk“ ab.

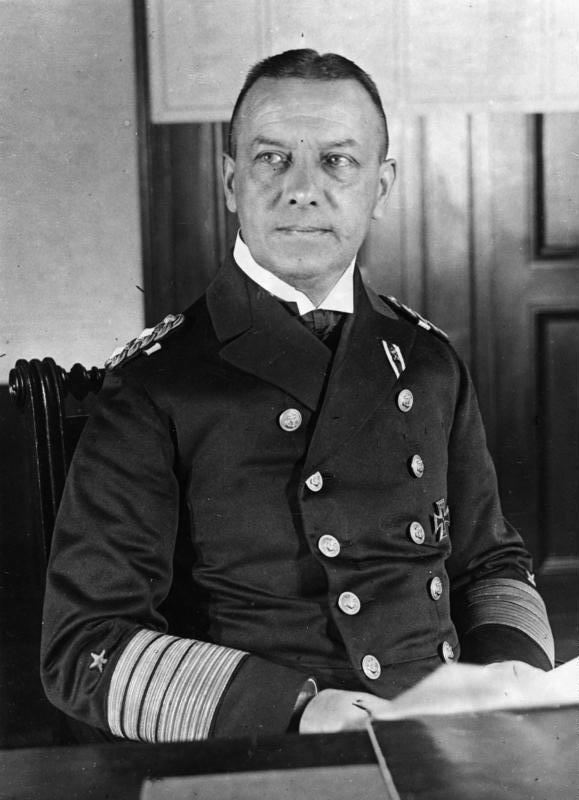
Erich Raeder, 1928

Wohl auf Betreiben des Reichswehrministers Wilhelm Groener wurde im Rahmen der sogenannten „Lohmann-Affäre“ auf die Entlassung des Marinechefs Hans Zenker hingearbeitet; und es dürfte ebenfalls Groener gewesen sein, der die Ernennung Raeders zum neuen Chef der Marineleitung am 1. Oktober 1928 durchsetzte. Raeder bemühte sich in der neuen Position, seinem Image als republikfeindlicher Rechtsaußen entgegenzuwirken, welches ihm seit den Tagen des Kapp-Putsches anhaftete; er bekannte sich wiederholt zur Weimarer Verfassung. Im April 1931 entließ er den späteren Leiter des NS-Reichssicherheitshauptamtes, Reinhard Heydrich, wegen „ehrwidrigen Verhaltens“ aus der Marine.
Auf der einen Seite gehen aus seinem privaten Briefverkehr mit dem der NSDAP nahestehenden Admiral von Levetzow seine grundsätzliche Ablehnung der Sozialdemokratie und seine Befürwortung einer autoritären Rechtsregierung hervor; auf der anderen Seite hegte er noch im Jahre 1932 keine Sympathien für Adolf Hitler. So nannte er Hitlers politische Reden „verbrecherisch“ und war der Auffassung, dass Hitler seine Partei in eine üble Lage hineinmanövriert habe. In seiner neuen Funktion als Chef der Marineleitung trieb Raeder die Entscheidung für den Bau schneller, offensiver Panzerschiffe voran, für den er sich nach anfänglichen Zweifeln ebenfalls erwärmt hatte.
Nachdem der Bau der ersten Panzerschiffe nach erbittertem politischen Tauziehen gesichert worden war, legte er am 15. November 1932 einen so genannten „Umbauplan“ vor. Dieser sah eine umfangreiche Erweiterung der Seestreitkräfte über die im Versailler Vertrag zugestandenen Einheiten hinaus vor und war damit rechtswidrig. Aber innerhalb der Marine spielte der Vertrag ohnehin keine Rolle mehr: Man erwartete die Gleichberechtigung Deutschlands auf der Genfer Abrüstungskonferenz, anderenfalls würde man den Versailler Vertrag einseitig kündigen. Daher wurden auch schon Planungen für wesentlich größere Kampfschiffe in die Wege geleitet.

## Zeit des Nationalsozialismus

### Vorkriegszeit

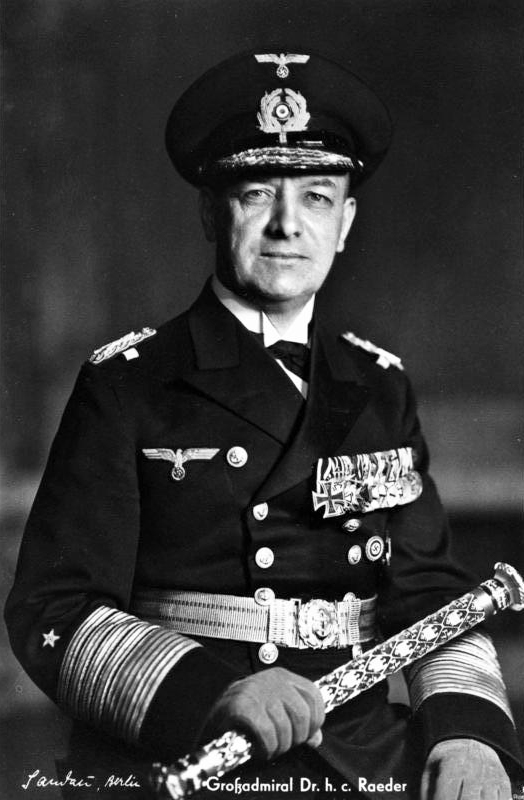
Raeder in der Uniform eines Großadmirals (1940)

Nach der Machtübernahme Hitlers setzte Raeder alles daran, diesen von der Notwendigkeit des Aufbaus und der Unterhaltung einer schlagkräftigen Marine zu überzeugen. Hitler hatte zuvor in Mein Kampf sowie in zahlreichen Reden und Artikeln einen Verzicht auf Seerüstung eingefordert. Diese sei für die Feindschaft Großbritanniens im Ersten Weltkrieg verantwortlich gewesen – das Inselreich nahm in Hitlers Zukunftsplänen aber den Platz eines Verbündeten ein.
Mit dem Hinweis auf die französische Marine scheint es Raeder in einer Unterredung im März 1933 gelungen zu sein, Hitlers Zustimmung zum Ausbau der Marine zu erhalten. Dabei benutzte Raeder wieder einmal den Gedanken der „Bündnisfähigkeit“, mit dem schon die Tirpitz’schen Flottengesetze begründet worden waren. Sowohl quantitativ als auch qualitativ fielen die letzten Hemmungen, was die Geheimrüstungen und andere Überschreitungen der Versailler Rüstungsbeschränkungen anging, als Deutschland im Oktober 1933 die Abrüstungskonferenz und den Völkerbund verließ.
1934 erhielt Raeder die Kieler Ehrenbürgerschaft, die ihm am 27. Dezember 1945 wieder aberkannt wurde. Nachdem der Kieler Magistrat 1956 zu der Auffassung gelangt war, dass die Aberkennung aus formalen Gründen unwirksam war, verzichtete Raeder auf die Ehrenbürgerschaft.
Eine Teilnahme an den internationalen Flottenkonferenzen (die nächste war für 1936 anberaumt) lehnte Raeder ab, da er die erneute vertragliche Festlegung einer Obergrenze verhindern wollte. Auch die Anbahnung des deutsch-britischen Flottenabkommens ab 1934 bereitete er mit gemischten Gefühlen vor, denn das letztendlich vereinbarte Verhältnis von 35:100 zur britischen Flotte hielt er für zu niedrig angesetzt. Da das Abkommen aber endlich den lange ersehnten Bau von Großkampfschiffen gestattete, gab Raeder sich zunächst mit den Umständen zufrieden und forcierte den Bau der ersten Schlachtschiffe und des ersten Flugzeugträgers.
Im Zuge der Aufrüstung der Wehrmacht wurde Raeders Posten im Jahr 1935 in Oberbefehlshaber der Kriegsmarine umbenannt. Am 20. April 1936 erfolgte seine Ernennung zum Generaladmiral. Hitler verlieh Raeder anlässlich einer Gedenksitzung des Kabinetts zum Jahrestag der Machtergreifung am 30. Januar 1937 das Goldene Parteiabzeichen der NSDAP, das er nach eigenen Angaben später vernichtete.
Bei der Einweihung des Marine-Ehrenmals in Laboe am 30. Mai 1936 grüßte Raeder als einziger der anwesenden Offiziere – so wie Hitler selbst – mit dem „Deutschen Gruß“. Anlässlich des „Heldengedenktags“ am 12. März 1939 bekannte sich Raeder erneut zum Nationalsozialismus: „Das deutsche Volk hat den aus dem Geiste des deutschen Frontsoldaten geborenen Nationalsozialismus zu seiner Weltanschauung gemacht und folgt den Symbolen seiner Wiedergeburt mit fanatischer Leidenschaft.“ Einen halben Monat später wurde Raeder am 1. April 1939 von Hitler zum Großadmiral befördert.

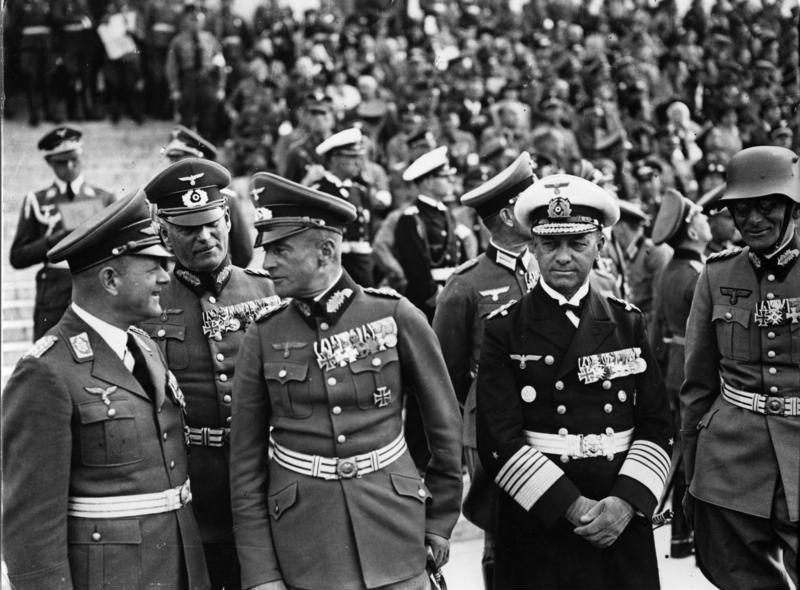
General der Flieger Milch, General der Artillerie Keitel, Generaloberst von Brauchitsch, Generaladmiral Raeder und Kommandierender General des XIII. Armeekorps General der Kavallerie Freiherr von Weichs während des „Tags der Wehrmacht“ auf dem Reichsparteitag, September 1938

Im Herbst 1938 hatte die Marineführung erstmals ein Konzept für den Aufbau einer Seestreitmacht erarbeitet, das auch eine mögliche Feindschaft Großbritanniens berücksichtigte. Raeders Beschäftigung mit dem Kreuzerkrieg machte sich hierbei insofern bemerkbar, als ein weltweiter ozeanischer Handelskrieg mit kreuzerartigen Einheiten als Kern der Strategie vorgesehen war. Sein „Z-Plan“ wandte sich gegen die Idee einer relativ schnell zu erstellenden U-Boot-Flotte und sah stattdessen den Bau einer großen Zahl von schweren Überwassereinheiten vor. Obwohl die Schlachtschiffe (welche die längste Bauzeit erforderten) die höchste Priorität erhielten, war die deutsche Marine bei Kriegsbeginn keinesfalls „fertig“. Raeder selbst notierte nach der britischen Kriegserklärung am 3. September 1939:

„Was die Kriegsmarine anbetrifft, so ist sie selbstverständlich im Herbst 1939 noch keineswegs für den großen Kampf mit England hinreichend gerüstet. Sie hat zwar in der kurzen Zeit seit 1935 (Flottenvertrag) eine gut ausgebildete, zweckmäßig aufgebaute U-Bootswaffe geschaffen, von der zur Zeit ca. 26 Boote atlantikfähig sind, die aber trotzdem noch viel zu schwach ist, um ihrerseits kriegsentscheidend zu wirken. Die Überwasserstreitkräfte aber sind noch so gering an Zahl und Stärke gegenüber der englischen Flotte, daß sie – vollen Einsatz vorausgesetzt – nur zeigen können, daß sie mit Anstand zu sterben verstehen und damit die Grundlage für einen späteren Wiederaufbau zu schaffen gewillt sind.“

### Zweiter Weltkrieg
Das Überwasserkonzept Raeders und anderer Offiziere war damit gescheitert, Erfolge erzielten vor allem die U-Boote. Trotzdem wurde auch mit Überwasserschiffen zunächst die Linie des Handelskrieges weiterverfolgt. Nachdem auf Initiative Raeders und des Außenpolitischen Amtes der NSDAP im April 1940 die Invasion Norwegens erfolgt war (Unternehmen Weserübung), standen hierfür bessere Ausgangspositionen zur Verfügung.
Dennoch führte der angekündigte „volle Einsatz“ der wenigen vorhandenen Einheiten zu hohen Verlusten an Menschen und Material (Panzerschiff Admiral Graf Spee 1939, Schwerer Kreuzer Blücher 1940, Schlachtschiff Bismarck 1941) bei mäßigen Erfolgen, was bei Hitler zu immer schärfer werdenden Zweifeln an der Existenzberechtigung der größeren Überwasserschiffe führte. Nur mit Mühe konnte Raeder den „Führer“ noch beschwichtigen. Dessen ungeachtet erhielt er 1941 anlässlich seines 65. Geburtstags eine Dotation in Höhe von 250.000 Reichsmark.

### Entlassung
Mit seinem strategischen Fokus auf schwere Überwassereinheiten stand Raeder schon vor Kriegsbeginn im Gegensatz zum BdU Karl Dönitz, der bereits früh ein alternatives, gegen Raeders Z-Plan gerichtetes Bauprogramm eingereicht und seitdem wiederholt für einen stärkeren U-Bootbau auf Kosten der größeren Schiffe bestanden hatte. Nach Dönitz’ Ansicht sollte die Kriegsmarine eher auf den U-Bootbau setzen und hatte kaum Bedarf an Schiffen, die größer waren als ein Zerstörer. Dieser mehr oder weniger offen ausgetragene Konflikt mit seinem zunehmend profilierteren Untergebenen schadete Raeders Position bei Hitler, zumal Dönitz auch Fürsprecher in der unmittelbaren Umgebung des Diktators hatte, so Albert Speer und Hitlers Marineadjutant Karl-Jesko von Puttkamer. Puttkamer hatte seit 1929 ein hervorragendes Verhältnis zu seinem damaligen direkten Vorgesetzten Dönitz. Speer sah sich mit diesem im Einvernehmen hinsichtlich der Ansichten über Rüstungsfragen und dem Ausbau der Stützpunkte an der besetzen französischen Küste. Dass Hitler Dönitz’ Vorträge, die stets optimistisch waren, schätzte, tat ein Übriges, um die Position des BdU zu stärken. Raeders persönliches Verhältnis zu Hitler war im Gegensatz dazu angespannt und – neben dem schlechten Eindruck, den die Kriegsmarine allgemein auf den Diktator machte – auch auf persönlicher Ebene belastet. Dönitz zeigte sich gegenüber anderen oft als von der Persönlichkeit Hitlers bis hin zur Verehrung begeistert. Im Gegensatz dazu sprach Raeder bei diesem nur ungern und in der denkbar knappsten Form vor und hielt diese Treffen so kurz wie möglich.

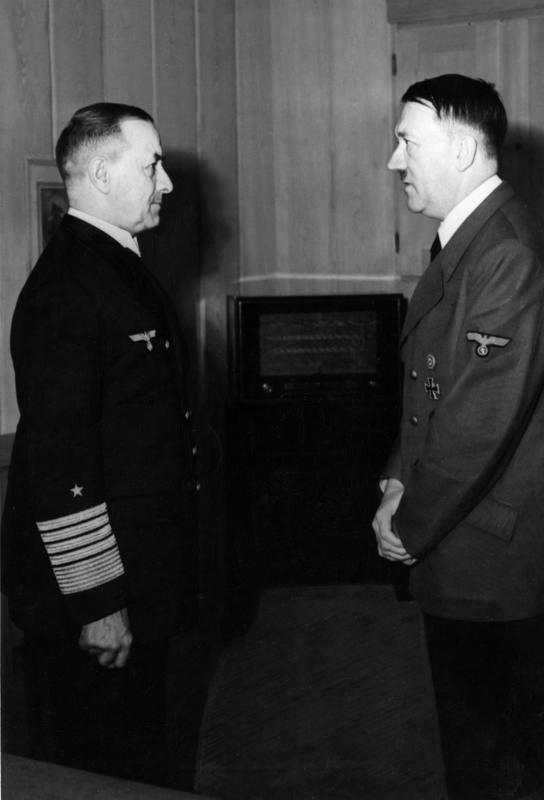
Erich Raeder bei seiner Entlassung als Oberbefehlshaber der Kriegsmarine durch Hitler 1943

Im November 1941 schlug Dönitz vor, die großen Schiffe aus dem Atlantik zurückzuziehen, um die Werften entlang des Atlantikwalls in Nordfrankreich allein für die Reparaturen der U-Boote einsetzen zu können. Obwohl diese Eingabe von der Seekriegsleitung abgelehnt wurde, erfuhr sie bei Hitler Zustimmung. Entsprechend befahl er Raeder Anfang 1942, die schweren Einheiten nach Norwegen zu verlegen.
Als am Jahresende 1942 ein Vorstoß des Panzerschiffes Lützow und des Schweren Kreuzers Admiral Hipper im Verband mit sechs Zerstörern in der Schlacht in der Barentssee scheiterte, bekam Hitler einen Wutanfall, warf der Marine Feigheit in ihrem Vorgehen vor und kündigte die Außerdienststellung und Verschrottung der Überwasserschiffe an. Die Geschütze der Schiffe sollten dabei demontiert und zur Küstenbefestigung eingesetzt werden.
Raeder, der das Scheitern seines Lebenswerkes erkannte und sich in seiner Ehre gekränkt fühlte, bat Hitler daraufhin unter vier Augen um seinen Abschied. Dieser erfolgte am 30. Januar 1943. Raeder bekam vorher noch Gelegenheit, seine Positionen in einer Denkschrift zu verteidigen. Zudem schlug er auf Hitlers Wunsch hin zwei mögliche Nachfolger vor: zunächst Generaladmiral Rolf Carls, der Raeders Auffassung zur Bedeutung schwerer Schiffseinheiten teilte; an zweiter Stelle, aber „in gleicher Weise geeignet“, empfahl er Dönitz. In der Annahme, dass dieser die von ihm erwogene Verschrottung der größeren deutschen Schiffe befürworten würde, entschied sich Hitler für Dönitz. Raeders Nachfolger schaffte es jedoch, Hitler davon zu überzeugen, die großen Überwasserschiffe in Ausbildungseinheiten zu behalten, und konnte sie so vor der von Hitler schon befohlenen Verschrottung retten. Der U-Bootbau erhielt zudem eine deutlich höhere Priorität in der Gesamtrüstung. Hierfür waren allerdings weniger Dönitz’ Bemühungen ausschlaggebend, sondern vielmehr die Tatsache, dass inzwischen – insbesondere unter dem Eindruck der verlorenen Schlacht von Stalingrad – nur noch die U-Bootwaffe auf deutscher Seite über ein Offensivpotenzial verfügte.
Der Raeder verliehene Titel eines „Admiralinspekteurs“ war in der Marinehierarchie nicht vorgesehen, er hatte keinerlei Bedeutung und diente nur der Ehrenrettung des Großadmirals.
Nach seiner Entlassung blickte Raeder mit Stolz darauf zurück, dass es ihm gelungen war,

„im Jahre 1933 die Marine geschlossen und reibungslos dem Führer in das Dritte Reich zuzuführen. Das war dadurch zwanglos gegeben, daß die gesamte Erziehung der Marine in der Systemzeit […] auf eine innere Haltung hinzielte, die von selbst eine wahrhaft nationalsozialistische Haltung ergab. Aus diesem Grunde hatten wir uns nicht zu verändern, sondern konnten von vornherein aufrichtigen Herzens wahre Anhänger des Führers werden.“

## Verhaftung und Prozess

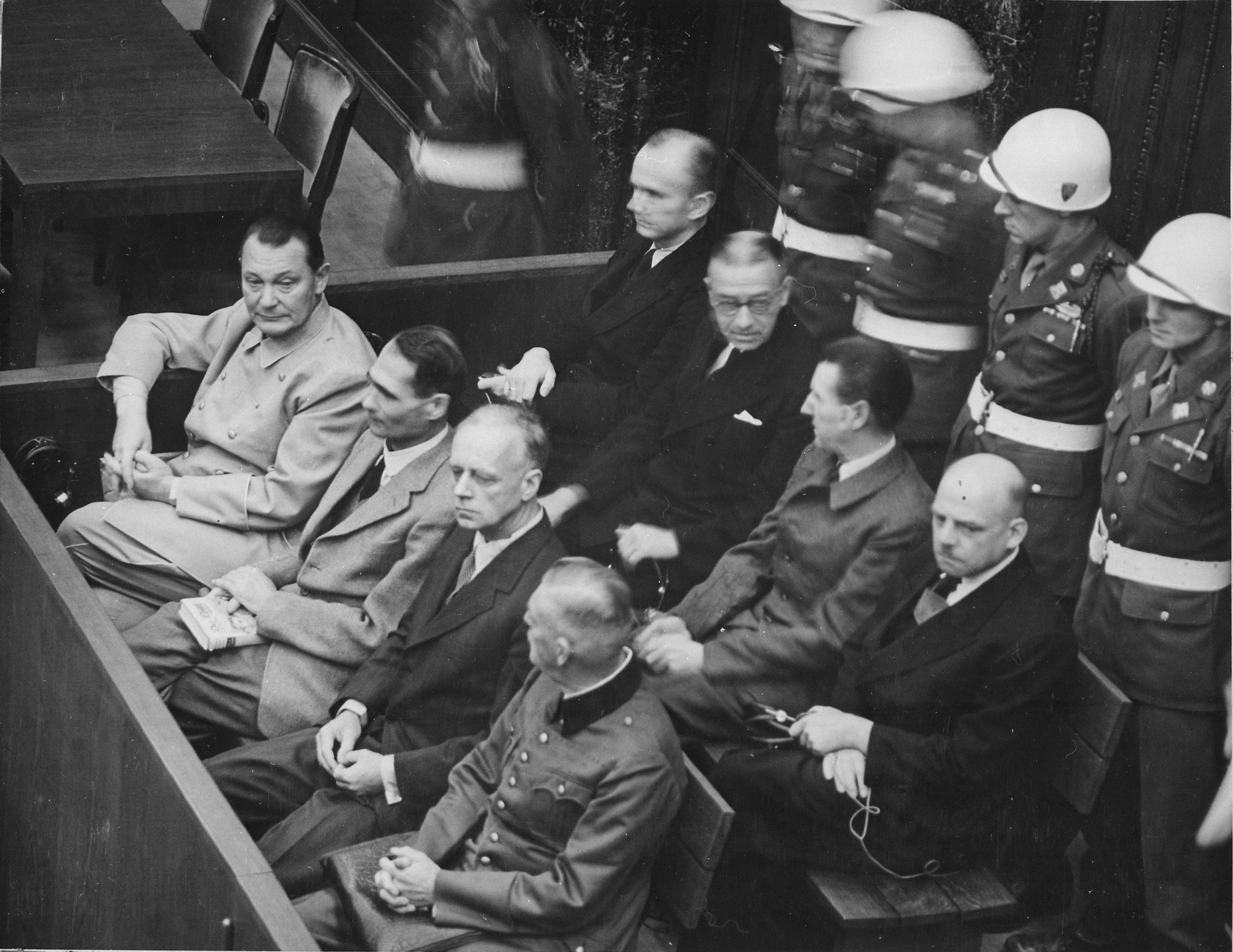
Acht der Angeklagten in Nürnberg
vordere Reihe v. l. n. r.: Göring, Heß, Ribbentrop, Keitel
dahinter: Dönitz, Raeder, Schirach, Sauckel

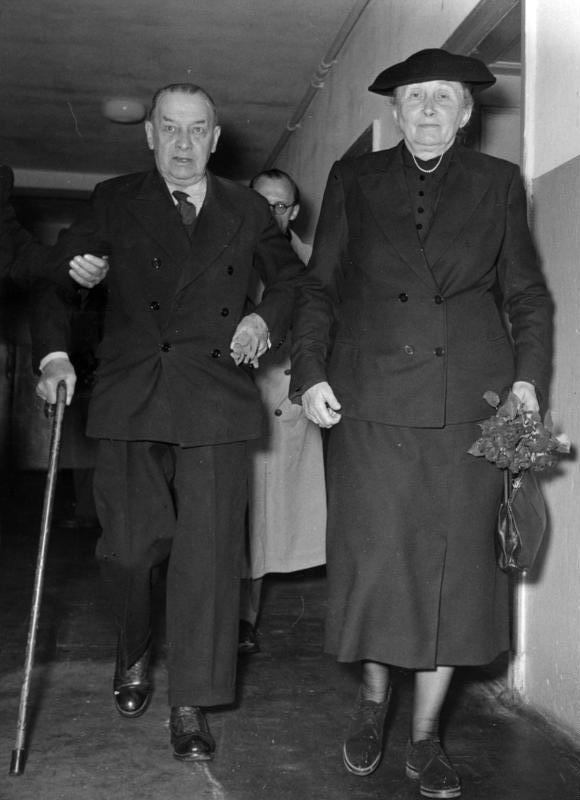
Erich Raeder nach der Entlassung in Begleitung seiner Ehefrau, 26. September 1955

Während der Kapitulation Deutschlands befand er sich zur Behandlung in einem Krankenhaus in Potsdam-Babelsberg. Nach seiner Entlassung im Mai 1945 stellte er sich der sowjetischen Besatzungsmacht. Am 23. Juni 1945 wurde er zunächst verhaftet und in das Lichtenberger Gefängnis verbracht. Im August 1945 wurden seine Frau Erika und er in die Sowjetunion geflogen und unter strengster Geheimhaltung in einem Landhaus in der Nähe Moskaus untergebracht, wo sie wie Gäste und nicht wie andere deutsche Kriegsgefangene behandelt wurden. Auf Veranlassung seiner Gastgeber verfasste Raeder mehrere Abhandlungen über die deutsche Marine vor und im Zweiten Weltkrieg. So waren die Raeders vollkommen überrascht, als sie am 17. Oktober 1945 nach Berlin gebracht wurden und Erich Raeder ins Nürnberger Justizgefängnis überstellt wurde.
Raeder, juristisch vertreten durch den Hamburger Rechtsanwalt Walter Siemers, wurde im Nürnberger Prozess gegen die Hauptkriegsverbrecher in den Anklagepunkten 1 („Gemeinsamer Plan oder Verschwörung“), 2 („Verbrechen gegen den Frieden“) und 3 („Kriegsverbrechen“) beschuldigt, nicht jedoch nach Punkt 4 („Verbrechen gegen die Menschlichkeit“). Das einstimmige Urteil vom 1. Oktober 1946 sprach Erich Raeder in den drei Anklagepunkten schuldig und verurteilte den 70-Jährigen zu lebenslanger Haft. Die wesentlichen Begründungen lauteten dabei:
- Punkt 1 – „Gemeinsamer Plan“: Raeders Spitzenstellung als Chef eines Wehrmachtteils während der gesamten Friedenszeit des „Dritten Reiches“ und bis 1943; seine ideologische Nähe zum Nationalsozialismus, wie sie etwa in einer Rede Raeders vom 12. März 1939 zum Ausdruck kam („Schonungslose Kampfansage an den Bolschewismus und das Internationale Judentum“) sowie seine Anwesenheit bei zentralen Besprechungen, in denen Hitler seine Pläne enthüllte (siehe z. B. Hoßbach-Niederschrift sowie Besprechungen am 23. Mai und 22. August 1939).
- Punkt 2 – „Verbrechen gegen den Frieden“: Seine tragende Rolle bei den Geheimrüstungen; die mutwilligen Verletzungen des Versailler Vertrages; der dramatisch angestiegene Marineetat und – vor allem – der Plan zur Invasion in Norwegen.
- Punkt 3 – „Kriegsverbrechen“: Raeder ließ den uneingeschränkten U-Boot-Krieg führen, der zur Versenkung unbewaffneter Handelsschiffe und zur Beschießung von Schiffbrüchigen führte (siehe bspw. den Athenia-Zwischenfall). Das Gericht kam bei ihm in Bezug auf die Zeitspanne bis 1943 zur gleichen Entscheidung wie im Fall Dönitz. Raeder gab zu, dass er den Kommandobefehl, der sich ausdrücklich nicht auf den Seekrieg bezog, weitergeleitet und keinerlei Einspruch bei Hitler erhoben hatte.

Nach der Urteilsverkündung bat er den Alliierten Kontrollrat darum, sein Urteil in Erschießung umzuwandeln, musste jedoch seine Strafe im Kriegsverbrechergefängnis Spandau antreten.

## Lebensende

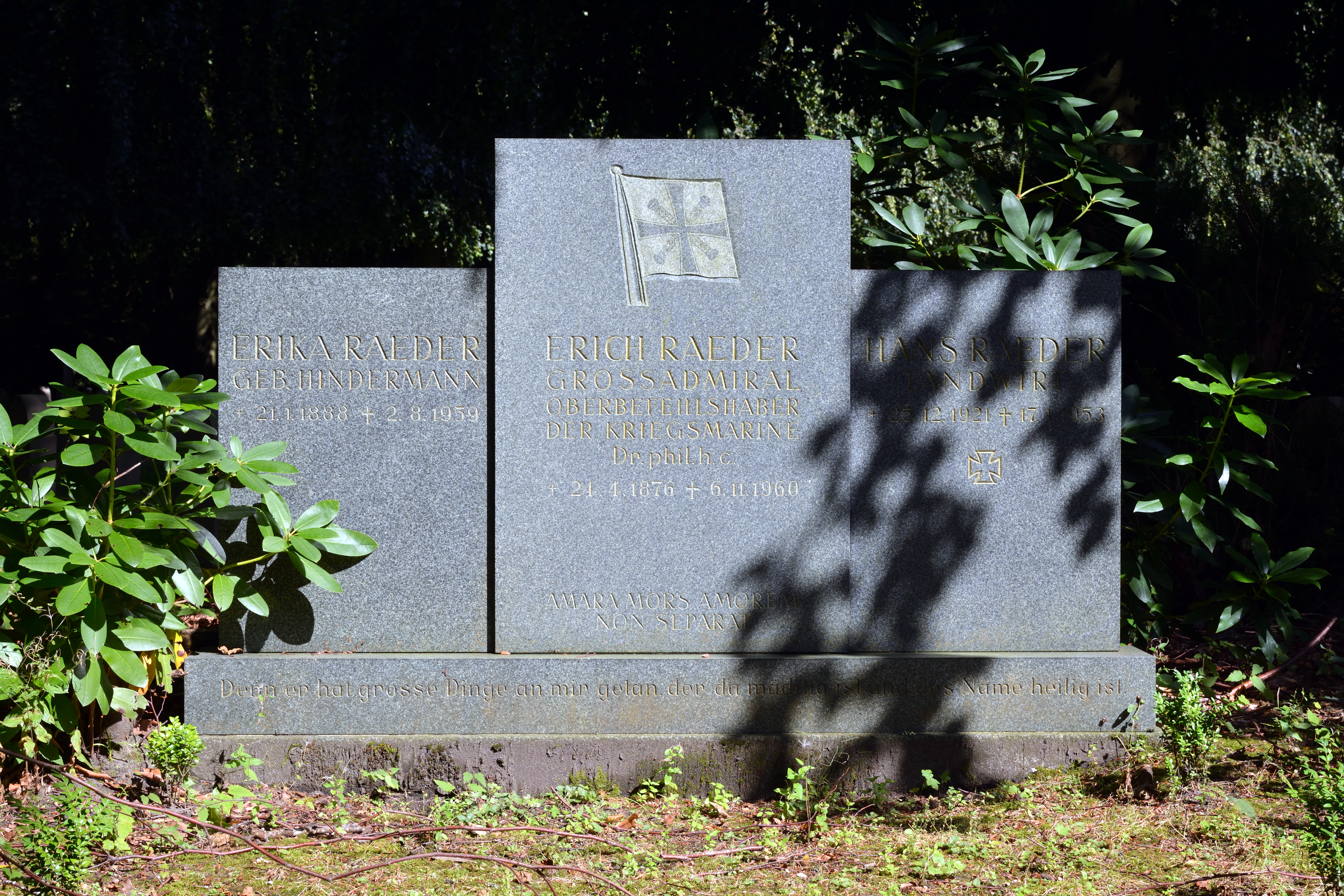
Grabmal in Kiel

Am 26. September 1955 wurde Raeder aus gesundheitlichen Gründen, u. a. aufgrund schweren Rheumas, aus der Haft entlassen. Zunächst wohnte er mit Frau und Tochter in Lippstadt, bevor er später nach Kiel zog. 1957 veröffentlichte er unter dem Titel Mein Leben seine Memoiren, die überwiegend vom ehemaligen Admiral Erich Förste geschrieben worden waren und Raeders Rechtfertigung nach dem Nürnberger Prozess dienen sollten. Daneben sollten sie dazu dienen, ein geschlossenes Bild der deutschen Marineführung im Zweiten Weltkrieg zu liefern, wozu auf Drängen der Herausgeber Auseinandersetzungen mit Dönitz, die Raeder in seine Memoiren einbringen wollte, unterdrückt wurden.
Raeder starb am 6. November 1960 in Kiel. Bei seiner Beerdigung in Kiel hielt auf Wunsch des Inspekteurs der Marine, Friedrich Ruge, Karl Dönitz die Grabrede.
Sein Grab befindet sich auf dem  Nordfriedhof Kiel.

## Schriften
- Das Zusammenwirken von Heer und Marine im Krimkrieg. In: Neue militärische Blätter, 1901.
- Die wirtschaftliche und militärpolitische Stellung der USA im Stillen Ozean. In: Marine-Rundschau 16/2 (1905), S. 958 ff.
- Mein Leben (2 Bände). Verlag Fritz Schlichtenmayer, Tübingen 1957; Neuauflage im Verlag Bublies, Beltheim-Schnellbach 2009, ISBN 978-3-937820-07-1.